# 拉尔夫·舒曼
拉尔夫·舒曼（德語：Ralf Schumann，1962年6月10日—），德国男子射击运动员。他曾代表东德、德国参加1988年、1992年、1996年、2000年、2004年、2008年和2012年夏季奥林匹克运动会射击比赛，获得三枚金牌和二枚银牌。